# Ahmed Zemirli
Ahmed Zemirli (ou Zmirli) né en 1923 dans la wilaya de Tizi Ouzou et mort le 26 novembre 2016 à Tizi Ouzou) est un ancien préfet (wali en arabe) en Algérie.

## Fonction
Il fut wali de Tizi Ouzou entre 1964 et 1966.

## Itinéraire
| N° | Fonction           | Début            | Fin          |
| -- | ------------------ | ---------------- | ------------ |
| 01 | Wali de Tizi Ouzou | 1er octobre 1964 | 16 mars 1966 |

## Mort
Ahmed Zemirli est décédé à Tizi Ouzou le 26 novembre 2016 à l'âge de 93 ans.
Il a été enterré dans le cimetière de Tizi Ouzou (Djebana M'Douha) dans l'actuelle wilaya de Tizi Ouzou.